# Rachael Horovitz
Rachael Horovitz é uma produtora cinematográfica norte-americana. Como reconhecimento, foi nomeada ao Oscar 2012 na categoria de Melhor Filme por Moneyball.